# Университет Аликанте
Университет Аликанте — испанский общественный университет, расположенный в пригороде Сан-Висенте-дель-Распеч. Университет был создан в октябре 1979 года на основе Центра университетского образования (исп. Centro de Estudios Universitarios), который был основан в 1968 году как правопреемник Университета Ориуелы (Universidad de Orihuela).
В настоящее время предлагается более пятидесяти программ по подготовке бакалавров и магистров.
Университет Аликанте состоит из более семидесяти факультетов, исследовательских подразделений в следующих областях: социальные и юридические науки, экспериментальные технологии, технологии санитарного просвещения, а также пять научно-исследовательских институтов.